# Coldplay Live 2012
Live 2012 es un álbum en vivo grabado por la banda británica Coldplay, lanzado a la venta en noviembre de 2012. Está compuesto por un documental que alterna canciones en vivo con entrevistas durante el Mylo Xyloto Tour entre 2011 y 2012. El filme fue estrenado en cines selectos durante solo una noche, la del 13 de noviembre de 2012. El CD/DVD y Blu-ray estarían a disposición del público a partir del día 14 de noviembre del mismo año.

## Lanzamiento y promoción
El filme fue anunciado por Phil Harvey en abril de 2012, inicialmente bajo el título "ColdplayFilm". El nombre también estaba escrito en las xylobands usadas durante el Mylo Xyloto Tour entre abril y septiembre de 2012. Finalmente, sería anunciado de manera oficial el 25 de septiembre de 2012. El mismo día, se lanzaron dos sitios web promocionando Live 2012, una para la promoción de su proyección en cines y otra para el público en general. Un tráiler de dos minutos acompañó el anuncio y lanzado de manera en línea y durante los cortos de otros filmes. De manera adicional, un exclusivo pequeño fragmento de Us Against the World fue mostrado en el sitio web. Un E book de 183 páginas que documentaba el tour también fue anunciado.
Live 2012 fue lanzado de manera exclusiva una noche antes de su lanzamiento en cines seleccionados de 57 países del mundo. El filme fue estrenado a las 7:00p.m. de las respectivas zonas horarias (7:30p.m. en algunos cines) el 13 de noviembre de 2012

## Listado de canciones
Todas las canciones compuestas por Will Champion, Chris Martin, Jon Buckland y Guy Berryman y Brian Eno, excepto donde se indique.
| CD, Descarga digital | |                                           |          |  |
| N.º                  | Título | Álbum                                     | Duración |  |
| 1.                   | «Mylo Xyloto» (Stade de France, 2 de septiembre de 2012) | Mylo Xyloto                               | 0:56     |  |
| 2.                   | «Hurts Like Heaven» (Stade de France, 2 de septiembre de 2012) | Mylo Xyloto                               | 4:16     |  |
| 3.                   | «In My Place» (Stade de France, 2 de septiembre de 2012) (Berryman / Buckland / Champion / Martin) | A Rush of Blood to the Head               | 3:54     |  |
| 4.                   | «Major Minus» (Plaza de Toros de Las Ventas, 26 de octubre de 2011 / Stade de France, 2 de septiembre de 2012) | Mylo Xyloto                               | 3:39     |  |
| 5.                   | «Yellow» (Stade de France, 2 de septiembre de 2012) (Berryman / Buckland / Champion / Martin) | Parachutes                                | 5:21     |  |
| 6.                   | «God Put A Smile Upon Your Face» (Stade de France, 2 de septiembre de 2012) (Berryman / Buckland / Champion / Martin) | A Rush of Blood to the Head               | 5:21     |  |
| 7.                   | «Princess of China» (con Rihanna, Stade de France, 2 de septiembre de 2012) | Mylo Xyloto                               | 3:48     |  |
| 8.                   | «Up in Flames» (Stade de France, 2 de septiembre de 2012) | Mylo Xyloto                               | 3:17     |  |
| 9.                   | «Viva la Vida» (Festival de Glastonbury, 25 de junio de 2011) (Berryman / Buckland / Champion / Martin) | Viva la Vida or Death and All His Friends | 4:58     |  |
| 10.                  | «Charlie Brown» (Stade de France, 2 de septiembre de 2012) | Mylo Xyloto                               | 5:00     |  |
| 11.                  | «Paradise» (Stade de France, 2 de septiembre de 2012) | Mylo Xyloto                               | 5:32     |  |
| 12.                  | «Us Against the World» (Center Bell, 27 de julio de 2012) | Mylo Xyloto                               | 3:52     |  |
| 13.                  | «Clocks» (Center Bell, 27 de julio de 2012) (Berryman / Buckland / Champion / Martin) | A Rush of Blood to the Head               | 4:44     |  |
| 14.                  | «Fix You» (Stade de France, 2 de septiembre de 2012) (Berryman / Buckland / Champion / Martin) | X&Y                                       | 5:00     |  |
| 15.                  | «Every Teardrop Is a Waterfall» (with M.M.I.X introduction) (Stade de France, 2 de septiembre de 2012 / Festival de Glastonbury, 25 de junio de 2011 / Center Bell, 27 de julio de 2012 / Hollywood Bowl, 4 de mayo de 2012 / Plaza de Toros de Las Ventas, 26 de octubre de 2011) | Mylo Xyloto                               | 5:25     |  |

| Film / DVD / Blu-ray | |          |  |
| N.º                  | Título                                                                                                | Duración |  |
| 1.                   | «Intro» (incluye elementos de "Takk...")                                                              | 0:37     |  |
| 2.                   | «Mylo Xyloto»                                                                                         | 0:43     |  |
| 3.                   | «Hurts Like Heaven»                                                                                   | 4:02     |  |
| 4.                   | «In My Place»                                                                                         | 3:48     |  |
| 5.                   | «Intermission 1» (Narrado por Chris Martin, incluye elementos de "Don't Let It Break Your Heart")     | 4:08     |  |
| 6.                   | «Major Minus»                                                                                         | 3:30     |  |
| 7.                   | «Yellow»                                                                                              | 4:29     |  |
| 8.                   | «Intermission 2» (Narrado por Jon Buckland, incluye elementos de "Charlie Brown")                     | 3:51     |  |
| 9.                   | «Violet Hill» (La Cigale, 31 de octubre de 2011) (Beryman / Buckland / Champion / Martin)             | 3:49     |  |
| 10.                  | «God Put A Smile Upon Your Face»                                                                      | 4:58     |  |
| 11.                  | «Princess of China» (with Rihanna)                                                                    | 3:59     |  |
| 12.                  | «Intermission 3» (Narrada por Will Champion, incluye elementos de "The Escapist" y "Major Minus")     | 3:02     |  |
| 13.                  | «Up in Flames»                                                                                        | 3:13     |  |
| 14.                  | «Viva la Vida»                                                                                        | 4:01     |  |
| 15.                  | «Intermission 4» (Narrado por Guy Berryman, incluye elementos de "Up with the Birds")                 | 3:45     |  |
| 16.                  | «Charlie Brown»                                                                                       | 4:45     |  |
| 17.                  | «Paradise»                                                                                            | 4:37     |  |
| 18.                  | «Us Against the World»                                                                                | 3:59     |  |
| 19.                  | «Clocks»                                                                                              | 5:07     |  |
| 20.                  | «Intermission 5» (Narrado por Chris Martin, incluye elementos de "Mylo Xyloto" y "Hurts Like Heaven") | 3:09     |  |
| 21.                  | «Fix You»                                                                                             | 4:54     |  |
| 22.                  | «Every Teardrop Is a Waterfall» (with "M.M.I.X." introduction)                                        | 4:49     |  |
| 23.                  | «Outro and Credits» (incluye "Up with the Birds")                                                     | 5:27     |  |

| DVD / Blue-ray Extras | |          |  |
| N.º                   | Título | Duración |  |
| 3.                    | «Photo Gallery» | 4:05     |  |
| 24.                   | «The Scientist» (Stade de France, 2 de septiembre de 2012) (Berryman / Buckland / Champion / Martin)                    | 5:09     |  |
| 25.                   | «Don't Let It Break Your Heart» (with "A Hopeful Transmission" introduction) (Stade de France, 2 de septiembre de 2012) | 4:27     |  |

Créditos
- "Every Teardrop Is a Waterfall" contiene elementos de "Ritmo de la Noche" escrita por Alex Christensen, Harry Castioni, Bela Lagonda y Jeff Wycombe, también incorpora elementos de "I Go To Rio" escrita por Peter Allen y Adrienne Anderson.
- "Princess of China" contiene una muestra de "Takk...", escrita por Jón Þór Birgisson, Orri Páll Dýrason, Georg Hólm y Kjartan Sveinsson, interpretada por Sigur Rós.
- "Up with the Birds" contiene una muestra de "Driven by You" de Brian May. También incluye una muestra lírica del tema "Anthem" de Leonard Cohen.

## Posicionamiento en listas
| País                                | Posición máxima | Certificación                  | Ventas                      |
| ----------------------------------- | --------------- | ------------------------------ | --------------------------- |
| Australian Music DVDs Chart         | 1               | 7x Platino                     | 105,000                     |
| Austrian Album Chart                | 10              |                                |                             |
| Belgian Music DVDs Chart (Flanders) | 1               |                                |                             |
| Belgian Music DVDs Chart (Wallonia) | 1               |                                |                             |
| Brazilian Music DVDs Charts         | 2               |                                |                             |
| Canadian Albums Chart               |                 | 4x Platino                     | 40,000                      |
| Czech Albums Chart                  | 4               |                                |                             |
| Danish Music DVDs Chart             | 1               |                                |                             |
| Dutch Music DVDs Chart              | 1               |                                |                             |
| French Albums Chart                 | 5               | Platino (Album) Diamante (DVD) | 100,00 (Album) 60,000 (DVD) |
| German Albums Chart                 | 3               |                                |                             |
| Irish Music DVDs Chart              | 2               |                                |                             |
| Israeli Albums Chart                | 1               |                                |                             |
| Italian Albums Chart                | 10              | Oro                            | 30,000                      |
| Italian Music DVDs Chart            | 1               |                                |                             |
| Mexican Albums Chart                | 6               | Oro                            | 30,000                      |
| Polish Albums Chart                 | 11              |                                |                             |
| Portuguese Music DVDs Chart         | 1               | 2x Platino                     | 16,000                      |
| Spanish Music DVDs Chart            | 1               | Oro                            | 10,000                      |
| Swiss Albums Chart                  | 11              |                                |                             |
| Swiss Music DVDs Chart              | 1               |                                |                             |
| UK Music Video Chart                | 1               | 4x Platino                     | 200,00                      |
| China Music DVD Chart               | 3               |                                |                             |

### Fin de año
| Chart (2012)                | Posición |
| --------------------------- | -------- |
| Australian Music DVDs Chart | 2        |
| Dutch Music DVDs Chart      | 1        |
| Italian Albums Chart        | 85       |

## Release history
| País                          | Fecha                   | Disquera         | Formato                                           | Número de catálogo                                                                                            |
| ----------------------------- | ----------------------- | ---------------- | ------------------------------------------------- | --- |
| Mundial (Cines seleccionados) | 13 de noviembre de 2012 | N/A              | Lanzamiento en cines                              | N/A |
| Japón                         | 14 de noviembre de 2012 | Parlophone, EMI  | CD+DVD, DVD+CD, Blu-ray Disc+CD, Descarga digital | N/A |
| Australia                     | 16 de noviembre de 2012 | Parlophone, EMI  | CD+DVD, DVD+CD, Blu-ray Disc+CD, Descarga digital | 50999 015137 2 1, P015 1372 (CD+DVD) 50999 015139 9 8, P015 1399 (DVD+CD) 50999 015141 9 3, P015 1419 (BD+CD) |
| Alemania                      | 16 de noviembre de 2012 | Parlophone, EMI  | CD+DVD, DVD+CD, Blu-ray Disc+CD, Descarga digital | 50999 015137 2 1, P015 1372 (CD+DVD) 50999 015139 9 8, P015 1399 (DVD+CD) 50999 015141 9 3, P015 1419 (BD+CD) |
| Suiza                         | 16 de noviembre de 2012 | Parlophone, EMI  | CD+DVD, DVD+CD, Blu-ray Disc+CD, Descarga digital | 50999 015137 2 1, P015 1372 (CD+DVD) 50999 015139 9 8, P015 1399 (DVD+CD) 50999 015141 9 3, P015 1419 (BD+CD) |
| Austria                       | 16 de noviembre de 2012 | Parlophone, EMI  | CD+DVD, DVD+CD, Blu-ray Disc+CD, Descarga digital | 50999 015137 2 1, P015 1372 (CD+DVD) 50999 015139 9 8, P015 1399 (DVD+CD) 50999 015141 9 3, P015 1419 (BD+CD) |
| Bélgica                       | 16 de noviembre de 2012 | Parlophone, EMI  | CD+DVD, DVD+CD, Blu-ray Disc+CD, Descarga digital | 50999 015137 2 1, P015 1372 (CD+DVD) 50999 015139 9 8, P015 1399 (DVD+CD) 50999 015141 9 3, P015 1419 (BD+CD) |
| Países Bajos                  | 16 de noviembre de 2012 | Parlophone, EMI  | CD+DVD, DVD+CD, Blu-ray Disc+CD, Descarga digital | 50999 015137 2 1, P015 1372 (CD+DVD) 50999 015139 9 8, P015 1399 (DVD+CD) 50999 015141 9 3, P015 1419 (BD+CD) |
| Luxemburgo                    | 16 de noviembre de 2012 | Parlophone, EMI  | CD+DVD, DVD+CD, Blu-ray Disc+CD, Descarga digital | 50999 015137 2 1, P015 1372 (CD+DVD) 50999 015139 9 8, P015 1399 (DVD+CD) 50999 015141 9 3, P015 1419 (BD+CD) |
| Finlandia                     | 16 de noviembre de 2012 | Parlophone, EMI  | CD+DVD, DVD+CD, Blu-ray Disc+CD, Descarga digital | 50999 015137 2 1, P015 1372 (CD+DVD) 50999 015139 9 8, P015 1399 (DVD+CD) 50999 015141 9 3, P015 1419 (BD+CD) |
| Noruega                       | 16 de noviembre de 2012 | Parlophone, EMI  | CD+DVD, DVD+CD, Blu-ray Disc+CD, Descarga digital | 50999 015137 2 1, P015 1372 (CD+DVD) 50999 015139 9 8, P015 1399 (DVD+CD) 50999 015141 9 3, P015 1419 (BD+CD) |
| Irlanda                       | 16 de noviembre de 2012 | Parlophone, EMI  | CD+DVD, DVD+CD, Blu-ray Disc+CD, Descarga digital | 50999 015137 2 1, P015 1372 (CD+DVD) 50999 015139 9 8, P015 1399 (DVD+CD) 50999 015141 9 3, P015 1419 (BD+CD) |
| Reino Unido                   | 19 de noviembre de 2012 | Parlophone, EMI  | CD+DVD, DVD+CD, Blu-ray Disc+CD, Descarga digital | 50999 015137 2 1, P015 1372 (CD+DVD) 50999 015139 9 8, P015 1399 (DVD+CD) 50999 015141 9 3, P015 1419 (BD+CD) |
| Canadá                        | 20 de noviembre de 2012 | Capitol          | CD+DVD, DVD+CD, Blu-ray Disc+CD, Descarga digital | 509990 15137 2 1 (CD+DVD)                                                                                     |
| Estados Unidos                | 20 de noviembre de 2012 | Capitol          | CD+DVD, DVD+CD, Blu-ray Disc+CD, Descarga digital | 509990 15137 2 1 (CD+DVD)                                                                                     |
| Italia                        | 20 de noviembre de 2012 | Parlophone, EMI  | CD+DVD, DVD+CD, Blu-ray Disc+CD, Descarga digital | 50999 015137 2 1, P015 1372 (CD+DVD) 50999 015139 9 8, P015 1399 (DVD+CD) 50999 015141 9 3, P015 1419 (BD+CD) |
| España                        | 20 de noviembre de 2012 | Parlophone, EMI  | CD+DVD, DVD+CD, Blu-ray Disc+CD, Descarga digital | 50999 015137 2 1, P015 1372 (CD+DVD) 50999 015139 9 8, P015 1399 (DVD+CD) 50999 015141 9 3, P015 1419 (BD+CD) |
| México                        | 20 de noviembre de 2012 | Parlophone, EMI  | CD+DVD, DVD+CD, Blu-ray Disc+CD, Descarga digital | 50999 015137 2 1, P015 1372 (CD+DVD) 50999 015139 9 8, P015 1399 (DVD+CD) 50999 015141 9 3, P015 1419 (BD+CD) |
| Tailandia                     | 20 de noviembre de 2012 | Parlophone, EMI  | CD+DVD, DVD+CD, Blu-ray Disc+CD, Descarga digital | 50999 015137 2 1, P015 1372 (CD+DVD) 50999 015139 9 8, P015 1399 (DVD+CD) 50999 015141 9 3, P015 1419 (BD+CD) |
| Corea del Sur                 | 20 de noviembre de 2012 | Parlophone, EMI  | CD+DVD, DVD+CD, Blu-ray Disc+CD, Descarga digital | 50999 015137 2 1, P015 1372 (CD+DVD) 50999 015139 9 8, P015 1399 (DVD+CD) 50999 015141 9 3, P015 1419 (BD+CD) |
| Suecia                        | 21 de noviembre de 2012 | EMI              | CD+DVD, DVD+CD, Blu-ray Disc+CD, Descarga digital | 50999 015137 2 1, P015 1372 (CD+DVD) 50999 015139 9 8, P015 1399 (DVD+CD) 50999 015141 9 3, P015 1419 (BD+CD) |
| China                         | 31 de agosto de 2013    | Starsing Culture | CD+DVD                                            | 9787798503234                                                                                                 |